# Harry Potter und der Orden des Phönix
Harry Potter und der Orden des Phönix (Originaltitel: Harry Potter and the Order of the Phoenix) ist der fünfte Band der Harry-Potter-Buchreihe von Joanne K. Rowling. Mit 766 Seiten in der britischen bzw. 1022 Seiten in der deutschen Ausgabe ist der Orden des Phönix das umfangreichste Werk der Reihe. Weltweit verkaufte sich der Roman schätzungsweise 55 Millionen Mal. 2004 wurde er von der Jugendjury für den Deutschen Jugendliteraturpreis nominiert.

## Das Buch
Harry Potter and the Order of the Phoenix entstand zwischen 2000 und 2003 und wurde am 21. Juni 2003 in englischer Sprache veröffentlicht. Die Erstauflage umfasste beim britischen Bloomsbury-Verlag 2,5 Millionen und beim amerikanischen Scholastic-Verlag 8,5 Millionen Exemplare.
Es ist das erste englischsprachige Buch, das es auf Platz 1 der deutschen Bestsellerliste geschafft hat. Bereits am 11. Juli 2003 stellte das Fanprojekt „Harry auf Deutsch“ eine vollständige Übersetzung des Werkes allen Mitübersetzern zur Verfügung. Die lizenzierte deutsche Ausgabe erschien am 8. November 2003 beim Carlsen Verlag mit einer Startauflage von zwei Millionen Stück. Wie auch für alle anderen deutschsprachigen Harry-Potter-Bände übernahm Klaus Fritz die Übersetzung und Sabine Wilharm die Gestaltung des Covers. Die ungekürzte Hörbuchfassung, gelesen von Rufus Beck, wurde im Februar 2004 veröffentlicht und hat einen Umfang von 27 CDs.

## Inhalt

### Ausgangssituation
Nach Voldemorts Rückkehr hat Professor Dumbledore den Orden des Phönix wieder ins Leben gerufen, eine Geheimorganisation mit der Aufgabe, Voldemort und seine Gefolgschaft, die Todesser, zu bekämpfen. Das Zaubereiministerium unterstellt Dumbledore, die Rückkehr Voldemorts erfunden zu haben, um damit selbst die Macht und das Ministeramt zu übernehmen. Da nur Harrys Aussage die Wiederkehr Lord Voldemorts belegt, zielt die Propaganda des Ministeriums, gestützt vom „Tagespropheten“, auf die Diskreditierung von Harry und Dumbledore, die als gestört, verwirrt und aufmerksamkeitsheischend geschildert werden. Diese Propaganda zeigt Erfolg. Dumbledore verliert viele seiner öffentlichen Ämter, während das Ministerium zunehmend Einfluss in Hogwarts ausübt. Harry fühlt sich isoliert und hat seit Anfang der Ferien kaum etwas von seinen Freunden, geschweige denn von Dumbledore gehört.

### Handlung
Die Geschichte beginnt mitten im Sommer. Eines Abends werden Harry Potter und sein Cousin – der Muggel (Nichtmagier) Dudley – von zwei Dementoren angegriffen. Harry vertreibt die Dementoren mit einem Patronus-Zauber, Dudley erleidet einen Schock. Harry bringt Dudley mit Hilfe von Mrs. Figg, einer Nachbarin, zurück zum Haus seines Onkels Vernon und seiner Tante Petunia. Diese machen ihn allerdings für Dudleys Zustand verantwortlich. Einzig ein magischer Brief an Harrys Tante, ein sogenannter „Heuler“, verhindert, dass Harry aus dem Haus geworfen wird. Da das Zaubern für Minderjährige außerhalb der Schule verboten ist, lädt der Zaubergamot Harry aufgrund des Gebrauchs des Patronus-Zaubers zu einem Gerichtstermin vor.
Vier Tage später holen Mitglieder des Phönix-Ordens Harry ab und bringen ihn per Besen zum Hauptquartier am Grimmauldplatz 12, dem Geburtshaus seines Paten Sirius Black. Harrys Freunde, Hermine Granger und Ron Weasley mit seiner Familie, sind bereits seit Wochen dort. Harry lernt während seines Aufenthalts diverse Mitglieder des Ordens kennen, worunter sich viele ihm bekannte Gesichter befinden, darunter der echte Alastor Moody und Remus Lupin.
Zwar verlegt das Zaubereiministerium die Verhandlung kurzfristig an einen anderen Ort und eine frühere Zeit, doch Dumbledore hat diesen Schritt vorausgesehen und erscheint rechtzeitig zu Harrys Verteidigung. Letztendlich spricht das Schiedsgericht Harry – gegen das Votum des Zaubereiministers Cornelius Fudge – zwar frei, doch Harry weiß nun, dass der Minister gegen Dumbledore und ihn voreingenommen ist. Ein Mitglied des Zaubergamots ist die äußerst unsympathische Dolores Umbridge. Zu Schulbeginn stellt sich heraus, dass sie die neue Lehrerin im Fach Verteidigung gegen die dunklen Künste ist. Sie unterrichtet das sonst so praxisnahe Fach nur theoretisch und terrorisiert die Schüler, besonders Harry. Im Verlauf wird sie auf Anordnung des Zaubereiministers sogar zur Großinquisitorin von Hogwarts ernannt und erweitert damit ihre Verfügungsgewalt auch über die Lehrer. So kündigt sie der Lehrerin für das Fach Wahrsagen Sibyll Trelawney die Stelle und versucht, sie vor versammelter Schülerschaft der Schule zu verweisen. Dumbledore kann die Kündigung zwar nicht zurücknehmen, ermöglicht es Trelawney jedoch, weiterhin am Schulgelände zu wohnen. Wenig später soll Hagrid, der Wildhüter Hogwarts’, unter der Führung von Umbridge festgenommen und ins Zauberergefängnis Askaban gebracht werden. Er kann sich aber im letzten Moment losreißen und fliehen, während Professor McGonagall, die Hagrid zu schützen versucht, durch Schockzauber schwer verletzt wird.
In diesem Schuljahr müssen die Schüler aus Harrys Jahrgang Prüfungen in verschiedenen Fächern ablegen. Sie erhalten daraufhin die so genannten ZAGs (Zaubergrade, im Original: OWL, Ordinary Wizarding Level, deutsch: „Gewöhnliches Zauberer-Niveau“), die als Grundlage für ihre Teilnahme an weiterführenden Fächern dienen sollen. Damit stellt sich für Harry und seine Freunde zum ersten Mal die Frage, welche beruflichen Laufbahnen sie nach Abschluss ihrer Ausbildung in Hogwarts einschlagen wollen, um sich gezielt auf die hierfür wichtigen Prüfungen vorbereiten zu können.
Doch auch andere Sorgen plagen Harry: Zum einen überredet Hermine ihn, eine geheime Vereinigung zu gründen, in der Harry anderen Schülern praktische Erfahrungen in der Verteidigung gegen die Dunklen Künste vermitteln soll. Der Klub trägt als Parodie auf die Befürchtungen von Cornelius Fudge den Namen „Dumbledores Armee“, kurz „DA“.
Zum anderen hat Harry wiederholt Träume, die ihn in die Mysteriumsabteilung des Zaubereiministeriums versetzen. Während eines dieser Träume befindet sich Harry im Körper von Voldemorts Schlange und greift Rons Vater an, der vor der Mysteriumsabteilung für den Orden des Phönix Wache hält. Harry informiert sofort Dumbledore und Rons Vater kann gerettet werden. Dumbledore weiß, dass Harry nicht nur träumt, sondern mit Voldemort verbunden ist und dessen Gefühle und auch Gedanken wahrnehmen kann. Er beauftragt Professor Snape deshalb damit, Harry in „Okklumentik“, der Lehre vom Verschluss des Geistes, zu unterrichten – jedoch ohne großen Erfolg.
Nach einigen Monaten fliegen die Treffen von „Dumbledores Armee“ auf. Aufgrund des Namens will Cornelius Fudge Dumbledore festnehmen lassen. Dieser lässt sich aber nicht bedingungslos abführen und flieht. Neue Schuldirektorin wird Dolores Umbridge. Als Fred und George Weasley dabei erwischt werden, wie sie in Hogwarts Chaos verbreiten, beschließen sie, die Schule zu verlassen. Doch mit ihrem Abgang ermutigen sie die fast komplette Schülerschaft zur Rebellion gegen Umbridge und ihre Machenschaften. Bei den meisten anderen Lehrern finden die Schüler heimliche Unterstützung. Lediglich der Hausmeister Argus Filch, ein Squib, der selbst keine Magie beherrscht, steht hinter Umbridge und ihrem Bemühen, in Hogwarts für „Ruhe und Ordnung“ zu sorgen.
Während seiner letzten ZAG-Prüfung hat Harry eine weitere Vision und sieht, wie Lord Voldemort seinen Paten Sirius im Zaubereiministerium festhält und mit dem Cruciatus-Fluch foltert. Er ist überzeugt, dass dies wie bei der Attacke auf Rons Vater der Realität entspricht. Hermine befürchtet jedoch schnell, dass Voldemort seine Verbindung zu Harrys Gedanken ausnutzt, um ihn in eine Falle zu locken. Sie überredet Harry, zuerst Kontakt zu Sirius herzustellen, um sicherzugehen, dass dieser vermisst wird. Dies wird vom unfreundlichen Elf der Familie Black, Kreacher, durch die Aussage, sein Herr habe das Haus verlassen und würde nie mehr zurückkehren, auch bestätigt. Dolores Umbridge lauert Harry und seinen Gehilfen auf und stellt sie zur Rede. Um Informationen zu bekommen, wendet sie sogar beinahe den Cruciatus-Fluch auf Harry an. Hermine gelingt es, die verhasste Direktorin zusammen mit Harry in den Wald zu locken, wo die Zentauren sie verschleppen. Zudem offenbart Umbridge, dass sie es war, die im Sommer zuvor den Dementoren einen Angriff auf Harry befahl, um diesen von der Schule verweisen zu können.
Harry fliegt gemeinsam mit Hermine, Ron, Ginny, Neville und Luna auf Thestralen, pferdeartigen magischen Geschöpfen, ins Zaubereiministerium. Dort stellt sich jedoch heraus, dass Hermine Recht mit ihrer Vermutung hatte und Harrys Traum nur eine Falle Voldemorts gewesen ist. Er will Harry dazu zwingen, ihm eine bestimmte Prophezeiung über ihr gemeinsames Schicksal zu geben, da nur Harry diese an sich nehmen kann. In der Mysteriumsabteilung werden Harry und seine Freunde von den Todessern, angeführt von Lucius Malfoy, überrascht. Es beginnt ein erbitterter Kampf um die staubige Glaskugel, in der sich die Prophezeiung befindet, und eine scheinbar aussichtslose Flucht durch die sich ständig wandelnden Gänge und Räume der Mysteriumsabteilung.
Im letzten Moment greift der Orden des Phönix ein. Sie wurden durch Harrys verhassten Lehrer Severus Snape, der ebenfalls zum Orden gehört, alarmiert. Dumbledore selbst ist ebenfalls anwesend. Im Verlauf geht die Glaskugel zu Bruch und die Prophezeiung bleibt ungehört. Des Weiteren trifft Sirius Black ein Fluch seiner Cousine Bellatrix Lestrange und er fällt durch einen steinernen Torbogen in das Reich des Todes. Harry verfolgt Lestrange daraufhin bis in das Atrium, die Eingangshalle des Ministeriums, wo er auf Voldemort trifft. Beim anschließenden Gefecht mit Dumbledore ist Voldemort weit unterlegen, versucht aber auf seiner Flucht von Harry Besitz zu ergreifen. Dies scheitert jedoch, als Harry über die Aussicht, nach seinem scheinbar nahenden Tod Sirius wiedersehen zu können, für einen Augenblick Freude empfindet – ein Gefühl, das Voldemort stets fremd gewesen und nicht auszuhalten ist. So lösen sich die Fesseln von Voldemort. Als Harry aufwacht, haben sich bereits der Zaubereiminister und viele andere Ministeriumsmitarbeiter in dem Saal eingefunden. Sie wurden nun auch Zeugen von Voldemorts Rückkehr, was der Tagesprophet daraufhin offiziell bekanntgibt.
Zurück in Hogwarts, erklärt Dumbledore Harry diverse Hintergründe seiner Abenteuer, unter anderem berichtet Dumbledore von jener Prophezeiung, die sechzehn Jahre zuvor von Sibyll Trelawney in Gegenwart von Dumbledore über Harry und Voldemort gemacht wurde. In ihr heißt es zu Beginn, dass „der Eine“, der die Macht besäße, Lord Voldemort zu besiegen, herannahen würde sobald „der Juli stirbt“. Voldemort werde „ihn als Ebenbürtigen kennzeichnen“ doch der „Auserwählte“ werde eine Macht besitzen, die Voldemort nicht kenne. Zudem könne keiner der beiden leben, während der andere überlebt. Dies bedeutet offenbar, dass Harry entweder Mörder oder Opfer von Voldemort werden wird. Außerdem erklärt er, Harry nicht selbst in Okklumentik unterrichtet zu haben, weil er geglaubt habe, es sei zu gefährlich, Harrys Geist gerade in seiner Gegenwart zu schwächen und Voldemort über die enge Verbundenheit zwischen Harry und Dumbledore zu informieren.

## Verfilmung
Die Verfilmung des Romans wurde zwei Jahre nach Erscheinen in Angriff genommen. Die Dreharbeiten unter der Regie von David Yates begannen im Februar 2006. Die Weltpremiere fand am 28. Juni 2007 in Tokio statt, die Europapremiere am 3. Juli desselben Jahres in London. Am 12. Juli 2007 ist der Film allgemein angelaufen. Die DVD des Filmes erschien in Deutschland am 16. November 2007.
Unter den Darstellern der Hauptfiguren des Films gibt es keine Änderungen; nennenswerte Neuzugänge sind Helena Bonham Carter als Bellatrix Lestrange, Natalia Tena als Nymphadora Tonks, Imelda Staunton als Dolores Umbridge sowie Evanna Lynch als Luna Lovegood.

## Buchausgaben

### Englische Ausgaben
- J. K. Rowling: Harry Potter and the Order of the Phoenix. Bloomsbury Publishing, London 2003, ISBN 0-7475-5100-6. (Gebundene Ausgabe) (7 Wochen lang im Jahr 2003 auf dem Platz 1 der Spiegel-Bestsellerliste)

### Deutsche Ausgaben
- J. K. Rowling: Harry Potter und der Orden des Phönix. Carlsen Verlag, Hamburg 2003, ISBN 3-551-55555-9. (Gebundene Ausgabe) (11 Wochen lang in den Jahren 2003 und 2004 auf dem Platz 1 der Spiegel-Bestsellerliste)
- J. K. Rowling: Harry Potter und der Orden des Phönix. Carlsen Verlag, Hamburg 2003, ISBN 3-551-55297-5. (Gebundene Ausgabe für Erwachsene)
- J. K. Rowling: Harry Potter und der Orden des Phönix. Carlsen Verlag, Hamburg 2009, ISBN 978-3-551-35405-1. (Taschenbuch)
- J. K. Rowling: Harry Potter und der Orden des Phönix. Carlsen Verlag, Hamburg 2018, ISBN 978-3-551-55745-2. (Gebundene Neuauflage zum 20. Jubiläum der deutschen Ausgaben)
- J. K. Rowling, Jim Kay (Illustration): Harry Potter und der Orden des Phönix. Carlsen Verlag, Hamburg 2022, ISBN 978-3-551-55905-0. (Gebundene, illustrierte Ausgabe)[5]

### Hörbücher
- J. K. Rowling: Harry Potter und der Orden des Phönix. Der HörVerlag, München 2004, ISBN 3-89940-172-7. (Hörbuch, gelesen von Rufus Beck)
- J. K. Rowling: Harry Potter und der Orden des Phönix. Der HörVerlag, München 2009, ISBN 978-3-89940-715-0. (Hörbuch, gelesen von Felix von Manteuffel)